# Lennert Belmans
Lennert Belmans (Wechelderzande, 15 febbraio 2002) è un ciclocrossista belga che corre per l'Alpecin-Deceuninck Development Team.

## Palmarès

### Cross
- 2018-2019

Kronborg Park Cross, Junior (Helsingør)
Niels Albert CX, 2ª prova Superprestige Junior (Boom)
Zilvermeercross, Junior (Mol)
Vestingcross, Junior (Hulst)
- 2019-2020

Grote Prijs Stad Eeklo, 1ª prova Ethias Cross Junior (Eeklo)
Toi Toi Cup #1, Junior (Mladá Boleslav)
Zilvermeercross, Junior (Mol)
Brussels Universities Cyclocross, 7ª prova DVV Verzekeringen Trofee Junior (Bruxelles)

## Piazzamenti

### Competizioni mondiali
- Campionati del mondo di ciclocross

Bogense 2019 - Junior: 8º
Dübendorf 2020 - Junior: 2º
Hoogerheide 2023 - Under-23: 7º

### Competizioni europee
- Campionati europei di ciclocross

Silvelle 2019 - Junior: 5º